# Seroiro
Seroiro ist ein Ort und gleichzeitig Namensgeber einer Parroquia in der Gemeinde Ibias der spanischen Provinz Asturien.
Das Parroquia zählte 2007 162 Einwohner. Seroiro liegt auf einer Höhe von 540 m über dem Meeresspiegel mit dem Pena Rogueira (1.961 m) als höchste Erhebung. San Antolin, der Verwaltungssitz der Gemeinde Ibias, ist 14 km entfernt.

## Sehenswertes
- Pfarrkirche San José in Seroiro
- Dolmen Chao Leda in Seroiro
- Kapelle Santo Ángel aus dem 17. Jahrhundert in Andeo
- Kapelle Santa Comba in Dou
- Kapelle Santa María in Pradias aus dem 11. Jahrhundert

## Feste
- Fiesta de San José am 19. März in Seroiro

## Dörfer und Weiler
- Andeo – 17 Einwohner 2011 43° 2′ 55″ N, 6° 50′ 2″ W
- Dou – 14 Einwohner 2011 43° 3′ 44″ N, 6° 50′ 46″ W
- Folgueiras de Aviouga − 1 Einwohner 2011
- Morentan – 12 Einwohner 2011 43° 5′ 37″ N, 6° 49′ 56″ W
- Pradias – 21 Einwohner 2011 43° 3′ 0″ N, 6° 48′ 54″ W
- Seroiro – 38 Einwohner 2011 43° 3′ 34″ N, 6° 49′ 17″ W
- Uria – 22 Einwohner 2011 43° 4′ 41″ N, 6° 51′ 9″ W
- Valdebueyes – 10 Einwohner 2011 43° 2′ 59″ N, 6° 45′ 28″ W
- Valvaler – 15 Einwohner 2011 43° 5′ 23″ N, 6° 48′ 48″ W